# Lavinia 2016 o la guerra de los poetas
Lavinia 2016 o la guerra de los poetas (en el catalán original, Lavinia 2016 o la guerra dels poetes) es una serie de historietas publicada entre finales de 1967 y 1968 en la revista Oriflama, obra del guionista Emili Teixidor y el dibujante Enric Sió (con una pequeña colaboración de Miquel Obiols). A pesar de su brevedad (sólo ocho entregas), se la considera uno de los primeros cómics de vanguardia españoles y el primer cómic político publicado durante el franquismo.

## Creación y trayectoria editorial
Teixidor y Sió ya habían trabajado juntos en Sorang para "Vector" de Salvat y habían introducido ya la fotonovela en "Oriflama". Ahora querían abrir esta revista episcopal al cómic.
Se publicaba una página cada mes, de acuerdo al argumento inicial, pero con referencias a los acontecimientos actuales que se iban produciendo. Muestran, en su genésis, la influencia de dos obras de 1966: Les aventures de Jodelle de Guy Peellaert y de Fahrenheit 451 de François Truffaut.
La historieta terminó debido a las presiones de ciertos sectores del Obispado catalán. Un año después, su guionista creó para la misma revista y con el dibujante Dugó la historiera El vampiro del Poble Sec, que no tuvo el mismo éxito.
Casi diez años después, la historieta completa fue publicada en el número 13 de la revista teórica "Bang!".

## Valoración
Bajo la apariencia de un disparate caricaturesco, que lo emparenta con el irrealismo típico de la naciente Escuela de Barcelona, Lavinia 2016 es una metáfora de la lucha por recuperar el idioma catalán durante la represión franquista, así como una sátira de la intelectualidad catalana del momento, situándose así entre las primeras manifestaciones autocríticas del catalanismo de izquierdas, como Catalanisme i revolució burguesa de Jordi Solé Tura. En ella parecen personalidades como Maria Aurèlia Capmany, Joaquim Molas y sobre todo Manuel de Pedrolo, quien se convierte en vehículo de la historia, así como multitud de símbolos catalanes, con cierta voluntad iconoclasta.